# Campeonato Mineiro 1928
In 1928 werd het veertiende Campeonato Mineiro gespeeld voor voetbalclubs uit de Braziliaanse staat Minas Gerais. De competitie werd gespeeld van 8 april 1928 tot 13 januari 1929 en werd georganiseerd door de Liga Mineira de Desportos Terrestres. Palestra Itália werd kampioen.

## Eindstand
| Plaats | Club             | Wed. | W  | G | V  | Saldo | Ptn. |
| ------ | ---------------- | ---- | -- | - | -- | ----- | ---- |
| 1.     | Palestra Itália  | 16   | 13 | 2 | 1  | 93:18 | 28   |
| 2.     | Atlético         | 16   | 12 | 3 | 1  | 60:24 | 27   |
| 3.     | América          | 16   | 11 | 2 | 3  | 75:30 | 24   |
| 4.     | Villa Nova       | 16   | 8  | 4 | 4  | 70:36 | 20   |
| 5.     | Sete de Setembro | 16   | 7  | 3 | 6  | 36:39 | 17   |
| 6.     | Calafate         | 16   | 4  | 5 | 7  | 25:49 | 13   |
| 7.     | Alves Nogueira   | 16   | 4  | 2 | 10 | 34:81 | 10   |
| 8.     | Palmeiras        | 16   | 1  | 2 | 13 | 15:92 | 4    |
| 9.     | Guarany FBC      | 16   | 0  | 1 | 15 | 17:56 | 3    |
| 10.    | Syrio            | 0    | 0  | 0 | 0  | 0:0   | 0    |

|  | Kampioen                                                  |
|  | Teruggetrokken na vijf wedstrijden, uitslagen geannuleerd |

## Tabela
| Datum      | Thuisploeg       | Uitslag | Uitploeg         |
| ---------- | ---------------- | ------- | ---------------- |
| 08/04/1928 | América          | 4-0     | Calafate         |
| 15/04/1928 | Alves Nogueira   | 3-2     | Guarany          |
| 15/04/1928 | Calafate         | 2-2     | Palmeiras        |
| 29/04/1928 | América          | 4-3     | Sete de Setembro |
| 06/05/1928 | Palestra Itália  | 3-1     | Villa Nova       |
| 06/05/1928 | Calafate         | 3-2     | Guarany          |
| 13/05/1928 | Calafate         | 3-3     | Villa Nova       |
| 25/05/1928 | Atlético         | 8-1     | Alves Nogueira   |
| 25/05/1928 | América          | 3-2     | Guarany          |
| 27/05/1928 | Alves Nogueira   | 2-2     | Calafate         |
| 03/06/1928 | Palestra Itália  | 11-0    | Calafate         |
| 03/06/1928 | Sete de Setembro | 7-2     | Alves Nogueira   |
| 10/06/1928 | Sete de Setembro | 2-1     | Palmeiras        |
| 17/06/1928 | Atlético         | 2-1     | Calafate         |
| 17/06/1928 | Palestra Itália  | 14-0    | Alves Nogueira   |
| 24/06/1928 | Villa Nova       | 8-0     | Guarany          |
| 24/06/1928 | Calafate         | 3-3     | Sete de Setembro |
| 01/07/1928 | Atlético         | 5-0     | Guarany          |
| 08/07/1928 | Palestra Itália  | 9-1     | Sete de Setembro |
| 08/07/1928 | Villa Nova       | 9-1     | Palmeiras        |
| 16/07/1928 | Guarany          | 0-1     | Palmeiras        |
| 22/07/1928 | Villa Nova       | 4-2     | Alves Nogueira   |
| 29/07/1928 | América          | 14-0    | Palmeiras        |
| 29/07/1928 | Villa Nova       | 6-0     | Sete de Setembro |
| 05/08/1928 | Atlético         | 11-1    | Palmeiras        |
| 05/08/1928 | Palestra Itália  | 6-4     | América          |
| 12/08/1928 | Palestra Itália  | 11-1    | Guarany          |
| 12/08/1928 | América          | 5-0     | Alves Nogueira   |
| 19/08/1928 | Atlético         | 2-2     | Villa Nova       |
| 19/08/1928 | Sete de Setembro | 2-1     | Guarany          |
| 26/08/1928 | Atlético         | 4-3     | Sete de Setembro |
| 26/08/1928 | América          | 4-3     | Villa Nova       |
| 02/09/1928 | Palestra Itália  | 0-2     | Atlético         |
| 02/09/1928 | Palmeiras        | 4-6     | Alves Nogueira   |
| 09/09/1928 | América          | 0-1     | Atlético         |
| 09/09/1928 | Palmeiras        | WO-1    | Palestra Itália  |
| 16/09/1928 | Guarany          | 2-3     | Alves Nogueira   |
| 16/09/1928 | Palmeiras        | 0-1     | Calafate         |
| 23/09/1928 | Sete de Setembro | 4-0     | Palmeiras        |
| 23/09/1928 | Calafate         | 1-0     | Guarany          |
| 30/09/1928 | Calafate         | 4-2     | Alves Nogueira   |
| 30/09/1928 | Sete de Setembro | 3-0     | Guarany          |
| 07/10/1928 | Sete de Setembro | 1-0     | Alves Nogueira   |
| 07/10/1928 | Palmeiras        | 2-2     | Guarany          |
| 14/10/1928 | Calafate         | 0-1     | Sete de Setembro |
| 14/10/1928 | Alves Nogueira   | 7-2     | Palmeiras        |
| 11/11/1928 | Atlético         | 3-2     | Guarany          |
| 11/11/1928 | Palestra Itália  | 8-1     | Alves Nogueira   |
| 11/11/1928 | América          | 3-1     | Calafate         |
| 11/11/1928 | Villa Nova       | 12-0    | Palmeiras        |
| 18/11/1928 | América          | 2-2     | Sete de Setembro |
| 25/11/1928 | Atlético         | 3-6     | América          |
| 25/11/1928 | Palestra Itália  | 2-2     | Sete de Setembro |
| 25/11/1928 | Calafate         | 2-2     | Villa Nova       |
| 02/12/1928 | Palestra Itália  | 6-1     | Calafate         |
| 02/12/1928 | Villa Nova       | 6-0     | Alves Nogueira   |
| 02/12/1928 | América          | 3-1     | Guarany          |
| 02/12/1928 | Palmeiras        | WO-1    | Atlético         |
| 09/12/1928 | Atlético         | 6-1     | Calafate         |
| 09/12/1928 | América          | 1-2     | Palestra Itália  |
| 09/12/1928 | Villa Nova       | 4-2     | Guarany          |
| 16/12/1928 | Palestra Itália  | 2-2     | Atlético         |
| 16/12/1928 | América          | 9-0     | Palmeiras        |
| 16/12/1928 | Villa Nova       | 3-2     | Sete de Setembro |
| 23/12/1928 | América          | 9-2     | Alves Nogueira   |
| 23/12/1928 | Palestra Itália  | 11-1    | Palmeiras        |
| 30/12/1928 | Sete de Setembro | 0-2     | Atlético         |
| 30/12/1928 | América          | 4-4     | Villa Nova       |
| 30/12/1928 | Guarany          | WO-1    | Palestra Itália  |
| 06/01/1929 | Atlético         | 3-3     | Alves Nogueira   |
| 06/01/1929 | Palestra Itália  | 6-1     | Villa Nova       |
| 23/01/1929 | Atlético         | 5-2     | Villa Nova       |

## Kampioen
| Campeonato Mineiro de 1928 |
| -------------------------- |
| PALESTRA ITÁLIA (2º Titel) |